# Jazyky Portugalska

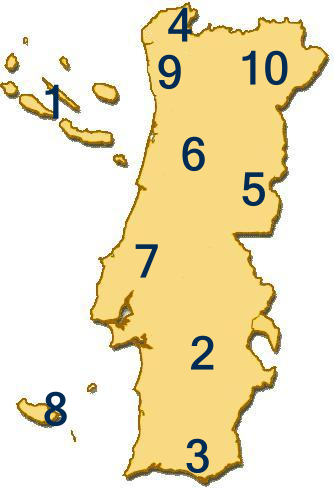
Dialekty evropské portugalštiny vyznačené na mapě Portugalska:
1 - Azorský
2 - Alentejoský
3 - Algarveský
4 - Hornominhotský
5 - Hornoalentejoský
6 - Beirão
7 - Estremenho (Lisabonský)
8 - Madeirský
9 - Trásosmonteský

Úředním jazykem Portugalska je portugalština.

## Jazyky používané v Portugalsku
- Portugalština, úřední jazyk. V Portugalsku se užívá evropská portugalština.
- Mirandština, speciální dialekt asturštiny, podobný španělštině
- Galicijština, jazyk Galicie, používá se na úplném severu Portugalska, u hranic se Španělskem
- Barranquenho, bere se jako smíšenina portugalštiny a španělštiny (hlavně andaluského a extramadurského dialektu), používá se v regionu Barrancos, je podobný Portuñolštině
- Caló, mix romštiny a španělštiny
- Judeo-portugalština, židovský jazyk vycházející z portugalštiny, dnes se používá už pouze jako liturgický jazyk

### Jazyky, které se dříve používaly v Portugalsku
- Arabština (za arabské okupace)
- Berberské jazyky
- Gótština
- Vandalština
- Latina (portugalština se z ní vyvinula, jako všechny románské jazyky)
- Skythština